# Sociaal rendement
Sociaal rendement (Engels: social return, voluit social return on investment oftewel SROI) is de aanduiding die in brede zin wordt gebruikt voor de maatschappelijke meerwaarde die met genomen of te nemen maatregelen wordt bereikt, zoals betere naleving van grondrechten en beginselen van gelijkheid en non-discriminatie, en versterking sociale cohesie en solidariteit. In engere zin - bij het doen van aanbestedingen door de overheid - staat het voor het stellen van voorwaarden, c.q. het maken van afspraken in de aanbesteding ter bevordering van de re-integratie van mensen met een grote(re) afstand tot de arbeidsmarkt.

## Nederland
Social return, waarmee dus sociaal rendement wordt bedoeld, is een aanpak om meer werkgelegenheid te creëren voor mensen met een afstand tot de arbeidsmarkt. Inkopers kunnen, bij het verstrekken van inkoopopdrachten, de opdrachtnemer stimuleren of verplichten om kwetsbare groepen op de arbeidsmarkt te betrekken bij de uitvoering van de opdracht.
Bij social return gaat het erom dat investeringen van bedrijven, overheid, semi-overheid en commerciële organisaties, naast het 'gewone' rendement ook een concrete sociale winst opleveren: sociaal rendement.
In Nederland kent men tientallen soorten social return beleid die sterk van elkaar verschillen. Grote steden zoals Den Haag, Amsterdam, Utrecht, Rotterdam en Eindhoven kennen een eigen beleid. Daarnaast is er ook een landelijk social return beleid van Pianoo. Gemeenten kunnen de concrete invulling voor social return naar eigen inzicht vormgeven. Ook de aanbestedingsdrempel ligt lokaal vaak lager dan de genoemde € 250.000,-.
De Nederlandse regering heeft besloten om het sociaal rendement vanaf 1 juli 2011 mee te laten wegen bij alle aanbestedingen van 'werken' en 'diensten' boven het bedrag van € 250.000. Social return sluit aan bij het overheidsbeleid om zoveel mogelijk mensen met een afstand tot de arbeidsmarkt gelijke kansen te bieden. Het doel is deze mensen aan werk of werkervaring te helpen.

## Voordelen
- Sociale inclusie en werkgelegenheid: Social Return creëert kansen voor mensen met een afstand tot de arbeidsmarkt, zoals langdurig werklozen, mensen met een handicap en jongeren zonder werkervaring. Het vergroot de inclusie en bevordert economische zelfstandigheid.
- Maatschappelijke impact: Het leidt tot meetbare positieve veranderingen in gemeenschappen, zoals verbeterde levenskwaliteit, verminderde armoede en meer economische stabiliteit.
- Reputatie en imago: Bedrijven en overheden die zich inzetten voor Social Return bouwen een positieve reputatie op als maatschappelijk verantwoorde en betrokken entiteiten, wat aantrekkelijk kan zijn voor klanten, investeerders en burgers.
- Talentontwikkeling: Het biedt kansen voor training en ontwikkeling van vaardigheden voor kwetsbare groepen, waardoor ze beter inzetbaar worden voor toekomstige banen.
- Lagere sociale kosten: Door werkgelegenheid te creëren voor kwetsbare groepen, kan Social Return leiden tot lagere sociale uitgaven, zoals uitkeringen en sociale ondersteuning.

## Aanbestedingen
Social Return on Investment (SROI) bij een aanbesteding is een beleidsinstrument dat wordt gebruikt door aanbestedende instanties, zoals overheidsorganisaties, om sociale doelstellingen te bevorderen en maatschappelijke impact te genereren als onderdeel van hun inkoop- en aanbestedingsprocessen. Het doel van SROI is om ervoor te zorgen dat de investeringen die via aanbestedingen worden gedaan, niet alleen economische voordelen opleveren, maar ook positieve effecten hebben op de samenleving.
Bij een aanbesteding met een SROI-clausule kan de aanbestedende instantie leveranciers verplichten (Social Return-verplichting) om bepaalde sociale doelstellingen te behalen als onderdeel van het contract. Deze doelstellingen kunnen variëren, afhankelijk van de specifieke aanbesteding en de beleidsprioriteiten van de aanbestedende instantie.

## Social Return-verplichting
Een Social Return-verplichting is een contractuele verplichting die wordt opgelegd aan een opdrachtnemer (zoals een aannemer, leverancier of dienstverlener) als onderdeel van een overeenkomst met een opdrachtgever, meestal een overheidsinstantie. Het doel van een Social Return-verplichting is om sociale impact te genereren als gevolg van een zakelijke transactie, zoals een aanbesteding of contract, naast de primaire doelstellingen van de overeenkomst. Er zijn geen uniforme afspraken of voorwaardes vastgesteld voor Social Return in Nederland, elke overheidsinstelling  hanteert haar eigen beleid. Hier staan enkele voorbeelden van verschillende beleidsvormen van de grootste Nederlandse gemeenten:
- Gemeente Amsterdam [1]
- Gemeente Rotterdam [2]
- Gemeente Den Haag [3]

## Invulling
1. Creëren van werkgelegenheid: Het aannemen van mensen uit kwetsbare groepen, zoals langdurig werklozen, mensen met een arbeidsbeperking, jongeren zonder werkervaring, en ex-gedetineerden.
2. Leerwerktrajecten en stageplaatsen: Het bieden van opleidingsmogelijkheden, stages of leerwerktrajecten aan mensen die hun vaardigheden willen ontwikkelen.
3. Subcontracting en samenwerking met sociale ondernemingen: Het werken met sociale ondernemingen als onderaannemers of leveranciers, die zich inzetten voor het creëren van sociale impact.
4. Investeringen in gemeenschapsprojecten: Het financieren van lokale gemeenschapsprojecten, zoals renovatie van openbare ruimtes, kinderopvangfaciliteiten of opleidingsprogramma's.
5. Bijdragen aan sociale fondsen: Het bijdragen aan sociale fondsen of stichtingen die zich richten op het verbeteren van de werkgelegenheid en opleidingsmogelijkheden voor kwetsbare groepen.
6. Opleiding en ontwikkeling: Het verstrekken van trainingen en opleidingen aan medewerkers, vooral aan diegenen die anders moeite zouden hebben om werk te vinden.
7. Diversificatie van de leveranciersketen: Het bevorderen van diversiteit en inclusie in de leveranciersketen door samen te werken met bedrijven die zich richten op het in dienst nemen van kwetsbare groepen.
8. Sociale impactmeting en rapportage: Het bijhouden en rapporteren van de sociale impact van de activiteiten, inclusief het aantal banen dat is gecreëerd, de kosten van sociale programma's en de meetbare resultaten.
9. Betrekken van belanghebbenden: Het raadplegen van belanghebbenden, waaronder vertegenwoordigers van de doelgroepen, om de beste manieren te identificeren om de sociale impact te maximaliseren.
10. Innovatieve oplossingen: Het verkennen van innovatieve benaderingen, zoals sociale ondernemerschap of publiek-private partnerschappen, om sociale doelen te bereiken.